# Попытка к бегству
«Попы́тка к бе́гству» — фантастическая повесть советских писателей Аркадия и Бориса Стругацких. Последний высказывался, что именно с неё стоит начинать знакомство с их творчеством «опытному» читателю.
В повести Стругацкие показывают читателю идеализированную гуманность будущего путём сравнения её с эпохой феодальной раздробленности. Также, устами героя повести Саула, формулируют максиму «учительства»: начинать нужно с того, что сеет сомнение.
Среди исследователей творчества братьев Стругацких принято при ссылках на повесть «Попытка к бегству» использовать акроним ПкБ.

## История создания
Повесть «Попытка к бегству» написана в 1962 году, впервые опубликована в 1962 году издательством «Молодая гвардия». Рабочие названия — «Возлюби ближнего», затем «Возлюби дальнего».
- Время действия: 2250 год.
- Место действия: дальний космос, планета Саула.
- Социальное устройство на Земле: развитый коммунизм («полдень»).

## Сюжет
Двое молодых людей, звездолётчик Антон и структуральный лингвист Вадим, собираются лететь в отпуск на космический курорт — планету Пандора. В последний момент к ним присоединяется странно ведущий себя человек по имени Саул (Савел Петрович Репнин), представившийся историком по XX веку и предложивший изменить маршрут, чтобы высадиться на любой неисследованной планете. На найденной планете, названной в честь пассажира Саула, герои обнаруживают цивилизацию, находящуюся на низком, феодальном уровне развития.
Фактически они находят концентрационный лагерь с заключёнными, сосланными сюда за различные преступления и находящимися на грани выживания в суровых природных условиях. Заключённые под контролем охранников на полигоне пытаются жестоким опытным путём и даже ценой своей гибели научиться управлять техникой, оставленной на планете негуманоидной сверхцивилизацией Странников. Спонтанные и гуманистические попытки героев помочь заключённым, договориться с охранниками и воздействовать на ситуацию в целом терпят крах.
Герои возвращаются на Землю с намерением передать информацию об открытой цивилизации Комиссии по Контактам. При этом Саул неожиданным образом исчезает, причём выясняется, что он не современник своих молодых друзей, а «дезертир» из прошлого, заключённый, бывший командир бронетанкового подразделения Красной армии, бежавший для спасения своей жизни в будущее из  концентрационного лагеря, но впоследствии устыдившийся своей «попытки к бегству» и решивший вернуться в своё время «доделывать своё дело».

## Литературные и художественные особенности
- В повести Стругацкие впервые и сразу очень остро используют приём «отказа от объяснений». А именно: как Саул попал в будущее и как вернулся обратно — демонстративно не объясняется.
- Впервые в творчестве Стругацких появляется таинственная сверхцивилизация Странников — сквозная тема для Мира Полудня.
- В диалоге героев повести проскальзывает имя Румата-Искатель, впоследствии ставшее именем главного героя повести «Трудно быть богом» — Руматы Эсторского[2][3].
- Язык, на котором говорят жители Саулы, все их имена, названия и интонации — псевдо- (или квази-) японские. Так было изначально задумано и предложено Аркадием Стругацким, японистом по образованию[3].

### Станция нуль-транспортировки Странников
Важный в построении сюжетной линии и формировании идеи повести образ созданного Странниками объекта: два портала нуль-транспорта, соединённых автострадой. Один из них непрерывно извергает машины, которые движутся по трассе и исчезают во втором портале. Движение непрерывно и неостановимо. Оно становится символом неизменности феодальной реальности Саулы.

### Датировка
Текст повести позволяет однозначно датировать происходящие события. Открытие Саулы произошло в «Юлианский день двадцать пять сорок два девятьсот шестьдесят семь». Это соответствует 22 апреля 2250 года. Указанная дата — день рождения В. И. Ленина и фантаста Ивана Ефремова, вдохновителя ранних Стругацких. Борис Стругацкий утверждает, что появление именно этой даты в повести случайно.

## Проблематика
- В «Попытке к бегству» впервые герои Стругацких, люди будущего, сталкиваются не с трудностями познания, освоения непокорённой природы (что свойственно более ранним произведениям Стругацких), а с враждебной социальной силой. Эта тема продолжена в написанной годом позднее повести «Трудно быть богом», где изображение тоталитаризма выведено на принципиально новый уровень[5]. Литературовед Н. И. Чёрная называет «Попытку к бегству» «своеобразным вступлением к ряду социально-философских произведений Стругацких („Далёкая Радуга“, „Трудно быть богом“ и др.), в которых фантастика будущего и прошедшего поступает на службу современности»[6]:139.
- Одной из главных идей повести «Попытка к бегству» является мысль о долге личности перед своей эпохой и современниками, какой бы тяжкой, неприглядной стороной ни поворачивалась она к этой личности. Очевидная условность сюжетного приёма (перемещения Саула в будущее и его возвращения обратно) соответствует аллегорическому смыслу «Попытки к бегству»: от современности и её проблем, необходимости определить и защищать свою позицию невозможно укрыться в другой эпохе. Именно к такому выводу приходит Саул, в мире будущего внезапно для себя вновь сталкиваясь с той же дилеммой: необходимостью выбора между позицией созерцательности, бездействия и жестоким сражением за будущее человека и человечества[6]:138—139.
- Объект Странников — два пункта нуль-транспортировки, соединённые автострадой с непрекращающимся потоком машин — становится символом непреодолимых надличностных обстоятельств[источник не указан 4188 дней]. Этот мотив внеэтического детерминистического давления останется одним из главных в творчестве авторов («Далёкая Радуга», «За миллиард лет до конца света», «Гадкие лебеди», «Улитка на склоне» и др.). По мнению самого Бориса Стругацкого, «„Дорога машин“ — символ неуклонности хода Истории, который (ход) задан не нами и не нам его изменить»[3].
- Впервые в творчестве Стругацких возникает тема, в дальнейшем формирующаяся в проблему прогрессорства: целенаправленного воздействия развитых цивилизаций на цивилизации, находящиеся на более низкой ступени социального развития с целью ускорения их социального прогресса. В «Попытке к бегству» сформулированы две позиции: Антона и Вадима, полагающих, что для полного преобразования Саулы достаточно пяти лет активной деятельности по материальному насыщению Саулы, и позиции Саула, уверенного, что для этого и «пятисот пятидесяти пяти лет» будет мало.
- Умудрённый тяжёлым опытом жизни в середине XX века, Саул считает, что социальное преобразование общества неотделимо от морального взросления его членов и для преобразования Саулы необходима ломка этических парадигм всего населения планеты, а этот процесс гораздо более тяжёл и продолжителен. Здесь звучит тема учительства, одна из основных в творчестве Стругацких.
- Предвосхищая проблематику повести «Трудно быть богом», Саул задаётся вопросом этического шока, который неизбежно возникнет у человека будущего, погружающегося в принципиально иную морально-этическую действительность. Он буквально цитирует сюжетный ход будущей повести:

А что вы будете делать, когда придётся стрелять? А вам придётся стрелять, Вадим, когда вашу подругу-учительницу распнут грязные монахи…

Ответа на этот вопрос нет в «Попытке…», Стругацкие не дадут на него ответа и позже, несмотря на сформулированное ими кредо прогрессоров:

…существуют на свете носители разума, которые гораздо, значительно хуже тебя, каким бы ты ни был… И вот только тогда ты обретаешь способность делить на чужих и своих, принимать мгновенные решения в острых ситуациях и научаешься смелости сначала действовать, а потом разбираться («Жук в муравейнике»).

- Саул формулирует максиму, остающуюся верной при всей своей неопределённости: чтобы подвигнуть людей на изменение, «начинать нужно с того, что сеет сомнение» в устоявшихся понятиях. Здесь Саул — один из «хотящих странного», тех, кого власть на Сауле заключала в лагерь, диссидент в буквальном, изначальном смысле этого слова[7].

## Авторская оценка и критика. Цензура
Первоначально авторы оценивали произведение как «неглавное, в чём-то даже вторичное» (Л. Филиппов «От звёзд — к терновому венку») из-за пока ещё негромко заявленной проблематики. Однако со временем они существенно изменили оценку повести, сместив акцент на её литературные достоинства. Борис Стругацкий говорил, что «„настоящие Стругацкие“ начинаются именно с этой повести». Приём «отказа от объяснений» авторы считали чрезвычайно важным и действенным.

Далее, это первое наше произведение, в котором мы ощутили всю сладость и волшебную силу ОТКАЗА ОТ ОБЪЯСНЕНИЙ. Любых объяснений — научно-фантастических, логических, чисто научных или даже псевдонаучных. Как сладостно, оказывается, сообщить читателю: произошло ТО-ТО и ТО-ТО, а вот ПОЧЕМУ это произошло, КАК произошло, откуда что взялось — НЕСУЩЕСТВЕННО! Ибо дело не в этом, а совсем в другом, в том самом, о чём повесть.
(Б. Стругацкий. Комментарии к пройденному)

Стругацкие также считали, что столкновение прошлого, настоящего и будущего «эффективно и продуктивно» в литературном плане. С ними решительно не соглашаются некоторые критики.
В частности, Войцех Кайтох писал в монографии «Братья Стругацкие», что «сказочный» ход с путешествием Саула по времени — ничем не оправданное нарушение законов жанра: если произведение начинается в жанре фантастики, то и заканчиваться должно как фантастическое, не превращаясь в сказку. (Другим примером подобного нарушения служит, по мнению Кайтоха, «Отель „У погибшего альпиниста“» Стругацких).
Далее Кайтох утверждал, что столкновение сразу четырёх цивилизаций — настоящей земной (Саул), будущей земной, феодально-отсталой (цивилизация Саулы) и сверхцивилизации Странников — это пренебрежение чувством литературной меры.
В целом современная критика благожелательно приняла повесть. Некоторые критики остались недовольны фактом, что люди будущего, Антон и Вадим, оказались менее адекватны в столкновении с феодальной действительностью, нежели современник читателя Саул.

### Цензурные правки
- В первоначальной редакции повести Саул бежал не из фашистского, а из советского лагеря[9]. Однако в этом виде текст не прошёл издательской внутренней цензуры. Авторы изменили акценты, чтобы сделать произведение цензурно проходным, добавили финал — гибель Савела Репнина при нападении на группу немцев около концентрационного лагеря.
- По цензурным соображениям было изменено и название (см. История создания): название «Возлюби ближнего» не проходило как аллюзия на Новый Завет, а название «Возлюби дальнего» — как (ненамеренная) цитата из Ницше[9].

## Экранизация
В 2020 году появилась информация о том, что сын Виктора Топаллера, Алекс Топаллер, готовит англоязычную адаптацию повести в формате среднеметражного кино. По словам Алекса, его отец еще при жизни успел написать черновик сценария будущего фильма: «Несколько лет назад у меня с отцом появилась мечта снять короткий фильм по мотивам нашей любимой повести. Папа даже написал самый первый черновик сценария, и его видел Андрей, сын Бориса Стругацкого». Съёмки проходили в Польше, а на роль Саула изначально создателями рассматривался Алексей Серебряков, но впоследствии был утвержден Анджей Хыра. Режиссер не исключает возможности, что экранизация станет пилотной серией для мини-сериала. В 2023 году был представлен трейлер фильма и было объявлено, что премьера пройдет в конце года на международном кинофестивале в Ситжесе, в Испании.